# Lutzomyia abonnenci
Lutzomyia abonnenci är en tvåvingeart som först beskrevs av Floch H., Chassignet R. 1947.  Lutzomyia abonnenci ingår i släktet Lutzomyia och familjen fjärilsmyggor. Inga underarter finns listade i Catalogue of Life.